# 贾利军
贾利军（1969年8月—），男，汉族，中华人民共和国政治人物。曾任中华人民共和国公安部情报指挥中心党委副书记、政委兼纪委书记等职。现任贵州省人民政府党组成员、副省长。